# Солодова, Елизавета Михайловна
Елизавета Михайловна Солодова (16 января 1922, д. Баглаево, Костромская область — 3 апреля 2011, Москва) — советская и российская актриса театра и кино, Народная артистка РСФСР (1964).

## Биография
Родилась 16 января 1922 года в деревне Баглаево, ныне Нерехтского района Костромской области.
В 1944 году окончила Государственный институт театрального искусства им. А. В. Луначарского, курс Михаила Тарханова и Вячеслава Белокурова.
В 1945—1948 годах работала в Таганрогском театре им. А. П. Чехова. Много играла в пьесах современного репертуара. С 1948 года — артистка Государственного академического Малого театра, член Союза театральных деятелей.
В 1953 году дебютировала в фильме «Васса Железнова». Снималась в фильмах «Дачники», «Романс о влюблённых», «Мелодии белой ночи», «Тихая застава», «Холодное лето пятьдесят третьего...» и др.
Многие годы была членом художественного совета Государственного академического Малого театра.
В 1976—1994 годах преподавала в театральном училище им. М. С. Щепкина при Малом театре, являясь преподавателем, а затем доцентом кафедры мастерства актёра.
Скончалась 3 апреля 2011 года в Москве на 90-м году жизни. Похоронена на Троекуровском кладбище.

## Признание и награды
- Заслуженная артистка РСФСР (26 октября 1949 года)
- Народная артистка РСФСР (27 января 1964 года)
- Орден Трудового Красного Знамени (4 ноября 1974 года)
- Орден Дружбы (25 августа 1997 года) — за заслуги перед государством, большой вклад в укрепление дружбы и сотрудничества между народами, многолетнюю плодотворную деятельность в области культуры и искусства[6]
- Благодарность Президента Российской Федерации (25 октября 1999 года) — за большие заслуги в развитии театрального искусства и в связи со 175-летием театра[7]
- Орден Почёта (3 сентября 2006 года) — за большой вклад в развитие отечественного театрального искусства и многолетнюю плодотворную деятельность[8].

## Творчество

### Роли в театре
Все роли даны по данным, представленным на странице на сайте Малого театра, посвящённой актрисе.
- 1948 — «Московский характер» А. В. Софронова. Постановка А. Д. Дикого, режиссёр Е. И. Страдомская — Кружкова
- 1949 — «Заговор обречённых» Н. Е. Вирты. Постановка К. А. Зубова, режиссёр М. Е. Турбина (Гер) и М. Н. Гладков — Магда
- 1949 — «Тайная война» В. С. Михайлова, Л. С. Самойлова. Режиссёр: Е. И. Страдомская — Родионова
- 1950 — «Голос Америки» Б. А. Лавренёва. Постановка В. Ф. Дудина, режиссёр М. И. Жаров — Мэрриель Кидд
- 1951 — «Семья Лутониных» Бр. Тур и И. А. Пырьева. Режиссёр: Л. А. Волков — Ольга Калмыкова
- 1951 — «Живой труп» Л. Н. Толстого. Режиссёр: Л. А. Волков — Лиза Протасова
- 1952 — «Калиновая роща» А. Е. Корнейчука. Постановка А. Д. Дикого, режиссёр М. Н. Гладков — Надежда (ввод)
- 1952 — «Васса Железнова» М. Горького. Режиссёры: К. А. Зубов и Е. П. Велихов — Рашель (ввод)
- 1953 — «Когда ломаются копья» Н. Ф. Погодина. Режиссёр: Л. А. Волков — Лида (ввод)
- 1953 — «Шакалы» А. М. Якобсона. Постановка Б. И. Равенских, режиссёр М. Н. Гладков — Джен
- 1954 — «Опасный спутник» А. Д. Салынского. Постановка А. А. Гончарова, режиссёр В. И. Невзоров — Мария Логунова
- 1954 — «Сердце не камень» А. Н. Островского. Режиссёр: Л. А. Волков — Вера Филипповна
- 1954 — «Горе от ума» А. С. Грибоедова — Софья (ввод)
- 1956 — «Деньги» А. В. Софронова. Режиссёр: Б. А. Бабочкин — Александра
- 1957 — «Вечный источник» Д. И. Зорина. Режиссёр: Б. А. Бабочкин — Василиса
- 1958 — «Порт-Артур» И. Ф. Попова, А. Н. Степанова. Режиссёры: К. А. Зубов и П. А. Марков — гостья на балу (ввод)
- 1958 — «Село Степанчиково и его обитатели» инсценировка Н. Р. Эрдмана по Ф. М. Достоевскому. Режиссёр: Л. А. Волков — 1-я девка
- 1958 — «Власть тьмы» Л. Н. Толстого. Постановка Б. И. Равенских, режиссёр Л. П. Новицкая — 1-я девка (ввод)
- 1958 — «Весёлка» Н. Я. Зарудного. Режиссёр: Д. А. Вурос — Ольга
- 1959 — «Завещание» С. А. Ермолинского. Режиссёр: Л. А. Волков — Елена
- 1960 — «Любовь Яровая» К. А. Тренёва. Режиссёры: И. В. Ильинский и В. И. Цыганков — Любовь Яровая

### Фильмография
- 1953 — Васса Железнова — Рашель, сноха Вассы
- 1964 — Казнены на рассвете… — Мария Александровна Ульянова
- 1965 — Первая Бастилия — Мария Александровна Ульянова
- 1966 — Дачники — Мария Львовна
- 1968 — Первая любовь — Марья Николаевна
- 1973 — Так и будет — военврач Греч
- 1974 — Птицы нашей молодости — Артина
- 1974 — Романс о влюблённых — мать Сергея
- 1976 — Мелодии белой ночи — приёмная мать Ильи и Фёдора
- 1978 — Сибириада — женщина в зале на съезде нефтяников
- 1981 — Фронт в тылу врага — Анна Фрибе, разведчица
- 1981 — Дорогие мои москвичи — Екатерина Пешкова
- 1982 — Открытое сердце — Александра Ильинична
- 1983 — Когда играли Баха
- 1985 — Незрелая малина — Вранова
- 1985 — Тихая застава — Серафима Павловна
- 1987 — Холодное лето пятьдесят третьего... — жена Старобогатова
- 1992 — Плащаница Александра Невского — Ольга Константиновна Барышева
- 1999 — Директория смерти